# Stewart McSweyn
Stewart McSweyn, född 1 juni 1995, är en friidrottare från Australien. Han deltog vid olympiska sommarspelen 2020.